# Liste des cardinaux créés par Serge IV
Au cours de son pontificat de 1009 à 1012, Serge IV a créé 10 cardinaux.

## 1010
- Benedetto (titre de  S. Stefano al Monte Celio)
- Gregorio (titre inconnu)

## 1012
- Benedetto (évêque de  Silva Candida ou Santa Rufina)
- Stefano (titre de  S. Cecilia)
- Giovanni (titre de  S. Croce in Gerusalemme)
- Giovanni (titre de S. Susanna)
- Pietro (titre de  S. Lorenzo in Damaso)
- Pietro (titre de  S. Marco)
- Sebastiano (title of S. Clemente)
- Vernerio, O.S.B. (titre inconnu).

## Source
- Mirandas sur fiu.edu